# Raimundo Públio Bandeira de Melo
Raimundo Públio Bandeira de Mello (Itapecuru Mirim, 21 de janeiro de 1888 — 1966) foi um advogado, magistrado, presidente do Tribunal de Justiça do Maranhão, Catadrático da Faculdade de Direito de São Luis de Maranhão (Direito Internacional Privado), professor e político brasileiro. Aposentado como desembargador, foi senador suplente de Assis Chateaubriand pelo Maranhão, chegando a substituí-lo no Senado Federal-RJ.
Era filho de Catão Climaco Bandeira de Mello e Tereza de Jesus Moreira.
Foi casado com Maria de Lourdes Silva Bandeira de Mello, tendo com esta 6 filhos.

## Vida política
O professor Mello exerceu dois mandatos de senador: pelo Maranhão de 1955 a 1959, e pelo estado da Paraíba em 1959.